# Curonians
Els Curonians o Kurs (en curonià: Kursi; eren una tribu del Bàltic que vivia a la part oest de les actuals Letònia i Lituània des dels segles V a XVI, quan es mesclaren amb altres tribus bàltiques. van donar el nom de la regió de Curlàndia (Kurzeme), i parlaven l'idioma curonià antic. Les terres dels curionians van ser conquerides per l'Orde livonià l'any 1266 i els curionians mesclats amb altres tribus bàltiques van participar en la formació dels pobles letons i lituans.

## Història

Els curonians i altres tribus bàltiques cap a l'any 1200

Els curionians eren considerants guerrers ferotges, grans mariners i pirates. Van estar involucrats amb diverses aliances amb els vikings suecs, danesos i islandesos. Grobin (Grobiņa) va ser el centre principal durant l'Edat Vendel. Els curionians es van establir, el 1187, temporalment prop de Riga i a regions com l'est de Suècia i les illes de Gotland i Bornholm.
Els curonians tenien una forta cultura guerrera i estaven relacionats amb els antics prussians i es considera que són un poble bàltic occidental.
Estaven en contra d'altres pobles bàltics i lluitaren contra ells com va ser el cas contra samogitians i els semigalians.

## Geografia
El bisbe Rimbert de Bremen (que va viure després de l'any 888 en la seva obra Vita Ansgarii descriu el territori habitat pel curonians (Cori) i va donar el nom dels seus districtes (civitates):
- Vredecuronia o Vanemane avui en el districte de Talsi.
- Wynda o Ventava territori a la desembocadura del riu Venta, avui al districte de Ventspils.
- Bandowe (Bandava) avui al districte de Kuldīga.
- Bihavelanc o Piemare, al districte de Liepāja.
- Powsare (Dovsare) o Duvzare al districte de Liepāja.
- Megowa o Megava (mentioned al voltant de les modernes Palanga, Kretinga i Šventoji.
- Pilsaten o Pilsāts al districte de Klaipėda i part nord del de Šilutė.
- Ceclis o Ceklis –el territori més gran amb 1.500 km² a Samogítia, a la frontera entre Lituània i Letònia.